# Centre de toxicomanie et de santé mentale
Le Centre de toxicomanie et de santé mentale, ou Centre for Addiction and Mental Health en anglais, plus connu sous son acronyme CAMH et prononcé CAM-H, est un ensemble d'hôpitaux psychiatriques et de centres spécialisés dans le traitement des addictions, au Canada. CAMH est un centre hospitalier universitaire, dont les bâtiments principaux se trouvent à Toronto, et un réseau de 26 unités à travers l'Ontario. CAMH est affilié à l'Université de Toronto.